# ゲイルロズ
ゲイルロズ（ゲイルレズ、ゲイルロド、ゲイルロッドとも。古ノルド語: Geirröd）とは、北欧神話に登場する霜の巨人で、ギャールプとグレイプの父である。

## 神話
『詩語法』によると、ある日、ロキが鷹になって空を飛んでいると、ゲイルロズはロキを捕らえ、トールに魔法の力帯と槌を持たせず、自身の城に誘き寄せるように脅迫した。彼はトールのことを嫌っていたのである。ロキはその要求を飲んだ。ゲイルロズの城へ向かう途中、ロキとトールは女巨人グリーズの家に立ち寄った。彼女はロキが部屋を離れるのを待って、トールに何が起こっているかを話し、彼女が持っていた鉄の手袋、魔法の力帯とグリダヴォル(Grídarvöl)という棍棒（杖）をトールに与えた。トールはゲイルロズを殺し、さらに見つけられただけの他の霜の巨人（ゲイルロズの娘であるギャールプとグレイプも含む）も全て殺した。この物語は『トール讃歌』(Þórsdrápa)の中で語られている。

## 人間の王
『グリームニルの言葉』（『詩のエッダ』の一節）の中には、同じく「ゲイルロズ」という名前の人間の王が登場する。オーディンは彼の無慈悲さ（この物語の中で彼は、彼の元を訪れたオーディンを捕らえ、酷い扱いをする）への罰として、彼を死に追いやる。

## 備考
娘の1人、グレイプの名は、土星の衛星のうち「北欧群」と呼ばれる天体群の一つ「グレイプ」の由来となった。 